# Judit II
Judit II és un quadre de 1909 del pintor austríac Gustav Klimt. És la segona interpretació que l'artista va fer del personatge bíblic Judit, després del seu Judit I de 1901. L'obra s'ha pogut veure a l'Österreichische Galerie Belvedere de Viena.

## Descripció
L'obra representa Judit, la dona llegendària que va decapitar el general assiri Holofernes quan pretenia envair el poble jueu. Subjecta el cap d'Holofernes pels seus cabells castanys mentre, mig vestida amb una tela vaporosa i fosca, el manté a l'alçada dels peus, emfatitzant la seva derrota.
Mentre la Judit del 1901 fascina amb el seu poder seductor i el seu desig, en aquesta segona versió encarna la maldat. La dona representada aquí és més agressiva, desairada i atrevida. On Judit I encara sembla acariciar el cap d'Holofernes, Judit II el sosté penjant de les mans crispades com urpes i adornades amb polseres. És un exemple arquetípic de dona fatal ja freqüent com a tema pictòric al voltant de 1900, popularitzat pel decadentisme i el simbolisme com a símbol de la paüra dels homes per la dominació femenina, en el moment en què les dones es tornen més conscients de si mateixes i més independents. Judit II desvia la mirada i orienta el cap i els pits nus cap endavant. Amb els ulls entretancats, sembla romandre en estat de trànsit, com si encara estigués revivint, gairebé sensualment, la seva victòria sobre l'home.
Estilísticament, l'obra destaca pel tall decoratiu de les formes. Crida l'atenció l'efecte bidimensional del fons i la vestimenta de Judit, així com el cromatisme amb l'ús de pa d'or i l'abundància d'elements ornamentals típics de l'artista: volutes, triangles, flors i espirals entrellaçats verticalment amb línies ondulades d'art nouveau. Una característica especial de l'obra és el format gran, radicalment vertical. La proporció estreta emfatitza una vegada més la tensió dramàtica de la composició. El marc daurat com a part inseparable de l'obra, també contribueix a crear una atmosfera opressiva proporcionant al personatge una mena d'aurèola.

## Context

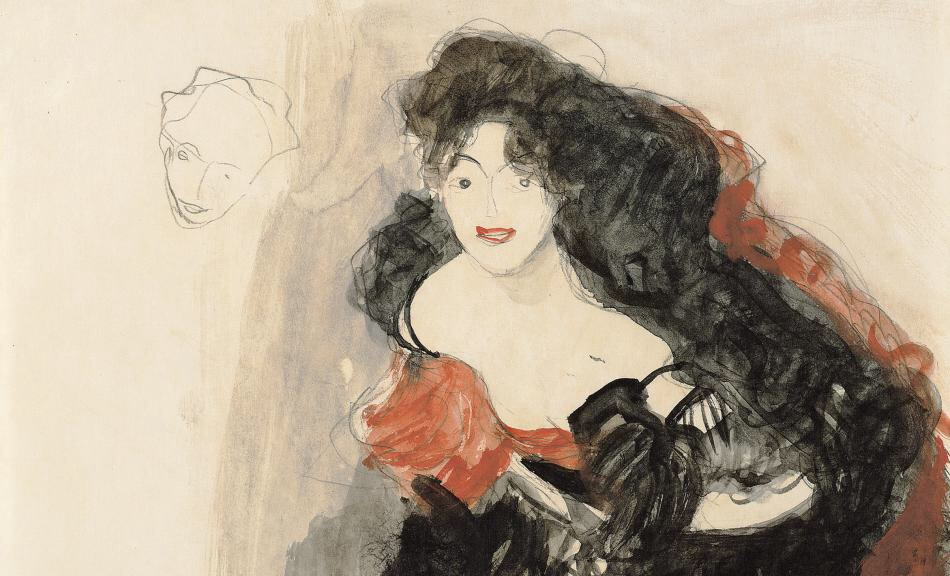
Esbós inicial de Judit II

Judit II va ser pintada al final del «període daurat» de Klimt, caracteritzat per l'ús freqüent de pa d'or. Va elaborar la figura a partir d'uns quants esbossos que inicialment eren encara lluny del tema bíblic final, de manera que la idea va anar creixent gradualment. La particular distorsió de la figura indica un creixent interès per part de Klimt per l'expressionisme emergent en aquell moment, que influiria en la seva obra posterior. Aquest fet es relaciona amb el treball del seu alumne Egon Schiele, qui també va treballar sovint amb línies ondulades, entre d'altres, a la seva obra primerenca Port de Trieste (1907). Cal destacar que el primer quadre que va pintar Klimt després de Judit II és el tan diferent en estil Dama amb barret i boa de plomes, la seva única obra impressionista real, realitzada després d'una visita a París sota la influència d'Henri de Toulouse-Lautrec.
Klimt va exposar Judit II a la Biennal de Venècia entre abril i octubre de 1910. Posteriorment va ser adquirida per la Galleria internazionale d'arte moderna, on encara es pot veure avui.

## Galeria

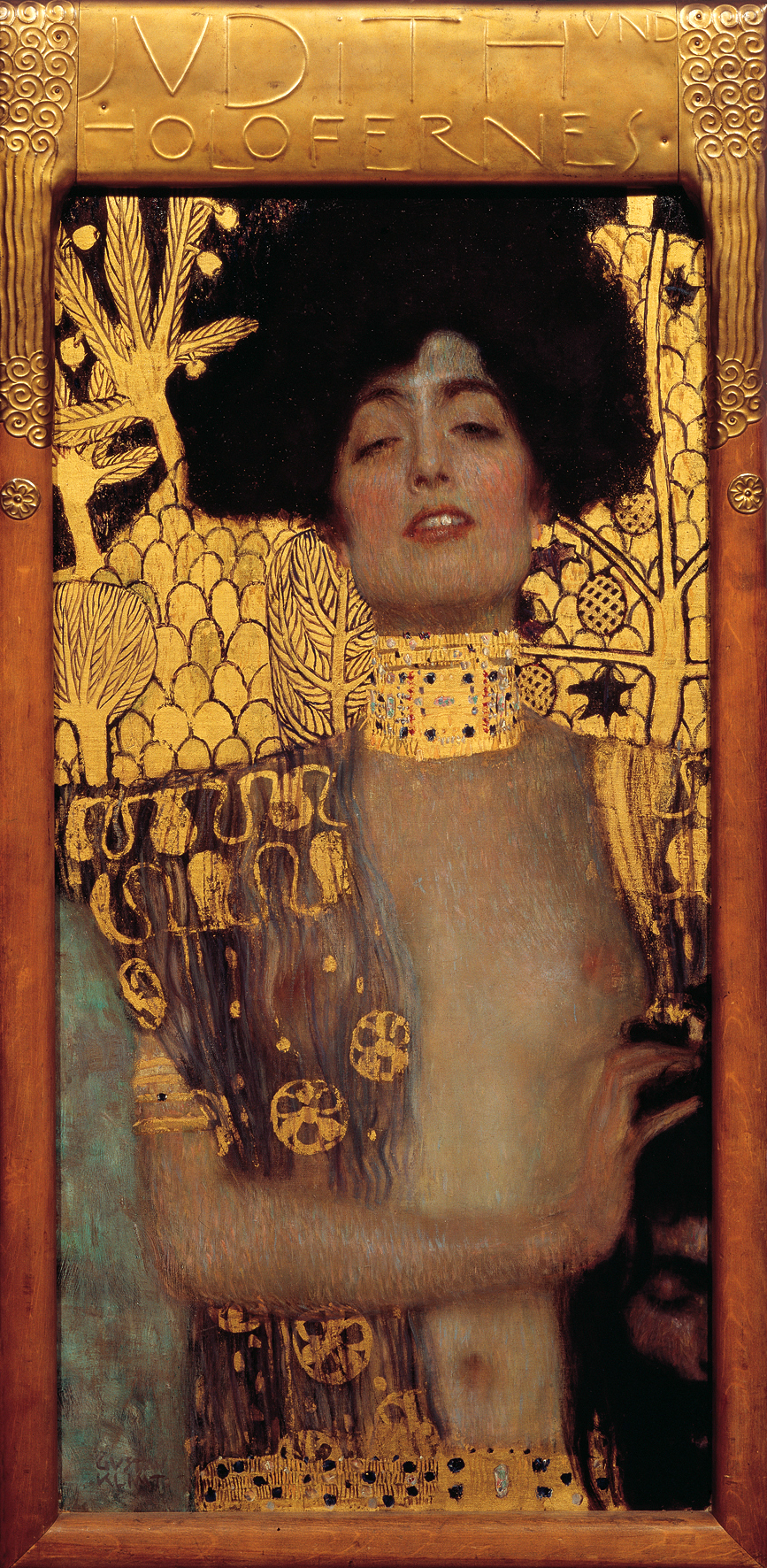
Judit I (1901)
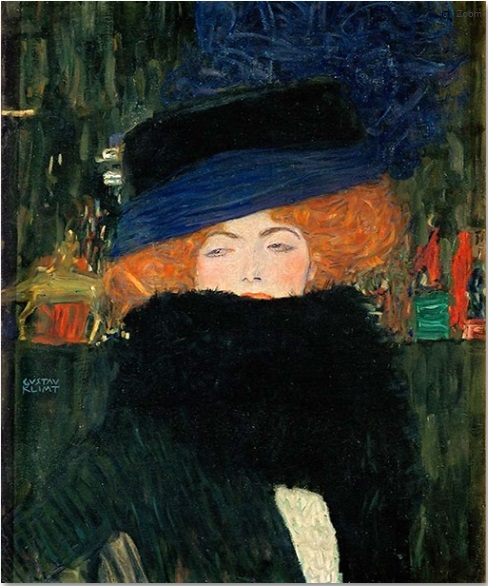
Dama amb barret i boa de plomes, de 1909, pintat immediatament després de Judit II.
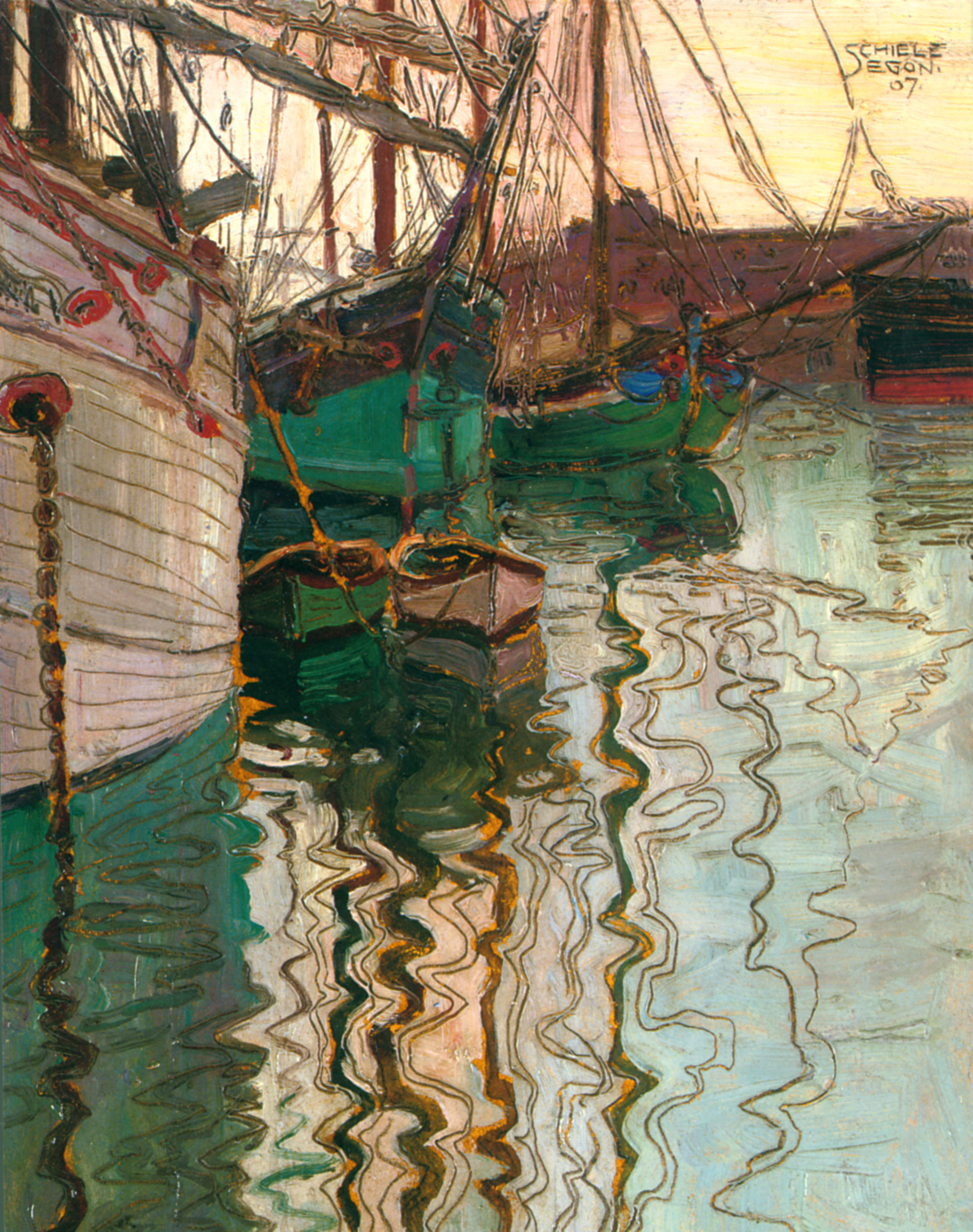
Port de Trieste d'Egon Schiele (1907)